# Cây Dương
Cây Dương là thị trấn huyện lỵ của huyện Phụng Hiệp, tỉnh Hậu Giang, Việt Nam.

## Địa lý
Thị trấn Cây Dương nằm ở trung tâm huyện Phụng Hiệp, cách thành phố Vị Thanh 37 km, có vị trí địa lý: 
- Phía bắc giáp xã Hòa Mỹ
- Các phía còn lại giáp xã Hiệp Hưng.

Thị trấn Cây Dương có diện tích 14,94 km², dân số năm 2022 là 8.044 người, mật độ dân số đạt 538 người/km².
Địa hình: nhìn chung thị trấn tương đối bằng phẳng ít ao hồ, bồi hoàn giải tỏa ít tốn kém, phần nhiều là đất vườn, đất ruộng.

## Hành chính
Thị trấn Cây Dương được chia thành 6 ấp: Mỹ Hòa, Mỹ Lợi, Mỹ Quới, Mỹ Quới B, Hưng Phú, Thống Nhất.

## Lịch sử
Ngày 4 tháng 8 năm 2000, Chính phủ ban hành Nghị định 28/2000/NĐ-CP về việc thành lập thị trấn Cây Dương trên cơ sở điều chỉnh 1.512 ha diện tích tự nhiên và 7.981 nhân khẩu của xã Hiệp Hưng. Tuy nhiên, huyện lỵ vẫn được đặt tại thị trấn Phụng Hiệp.
Năm 2005, huyện lỵ huyện Phụng Hiệp được dời từ thị trấn Phụng Hiệp về thị trấn Cây Dương, sau khi thị trấn Phụng Hiệp và một số xã lân cận được tách ra để thành lập thị xã Tân Hiệp (nay là thành phố Ngã Bảy).
Năm 2009, UBND tỉnh Hậu Giang ban hành Quyết định số 3399/QĐ-UBND về việc công nhận thị trấn Cây Dương là đô thị loại V.

## Kinh tế - xã hội
Dân cư tập trung chủ yếu ven các tuyến kênh và đường tỉnh 927, 928.
Thị trấn Cây Dương có diện tích 14,94 km², dân số năm 2018 là 8.619 người, mật độ dân số đạt 577 người/km².

## Giao thông

### Giao thông đường bộ
Có các tuyến giao thông quan trọng ĐT.927, ĐT.928 và các hệ thống đường huyện, đường nội bộ đang được đầu tư xây dựng khá đồng bộ.
Thị trấn nằm ở nơi giao nhau của hai tỉnh lộ 927 và 928 là đầu mối giao thông quan trọng của huyện Phụng Hiệp kết nối với thành phố Ngã Bảy và các vùng lân cận.
Các tuyến đường nội ô: Hùng Vương, 3 Tháng 2, 30 Tháng 4, Triệu Vĩnh Tường, Nguyễn Minh Quang, Nguyễn Văn Quang, Trần Văn Sơn,...

### Giao thông đường thủy
Có kênh Lái Hiếu, kinh Ngang và kinh Xáng có thể lưu thông hàng hóa với các tỉnh lân cận.